# Грегуар Дефрель
Грегуар Дефрель (фр. Grégoire Defrel, нар. 17 червня 1991, Медон) — французький футболіст, нападник клубу «Сассуоло».

## Ігрова кар'єра
Народився 17 червня 1991 року в місті Медон. Дефрель пізно почав грати у футбол. Він вихованець скромного клубу «Шатійон» (фр. SCM Chatillon) з передмістя Парижа, де грав у районній лізі Excellence — десятою за значимістю у французькій футбольній піраміді.
У 18 років Грегуар був запрошений на перегляд в італійську «Парму», з якою в підсумку підписав контракт. Перші два сезони в Італії він провів, граючи за молодіжну команду «джалоблу». Навесні 2011 року його почали залучати до тренувань з основною командою, а 22 травня 2011 року в матчі проти «Кальярі» він дебютував у італійській Серії А. У тому ж році для отримання ігрової практики Грегуар на правах оренди перейшов в «Фоджу» з Серії C1. 18 вересня 2011 року в матчі проти «Пізи» він дебютував за нову команду. У цьому ж поєдинку Дефрель забив свій перший гол за «Фоджу».
У червні 2012 року Грегуар перейшов в «Чезену». 1 вересня 2012 року в матчі проти «Віченци» він дебютував у Серії B. 1 жовтня 2012 року в поєдинку проти «Варезе» Дефрель забив свій перший гол за «Чезену». За три сезони в клубі Грегуар провів більше 100 матчів.
5 серпня  2015 року Дефрель перейшов у «Сассуоло». 23 серпня 2015 року в матчі проти «Наполі» він дебютував за нову команду. 20 вересня 2015 року в поєдинку проти «Роми» Грегуар забив свій перший гол за «Сассуоло».
20 липня 2017 року Дефрель став гравцем «Роми». Римський клуб орендував французького форварда за € 5 млн із зобов'язанням викупу за € 15 млн при виконанні певних умов. Також передбачені бонуси до € 3 млн. Контракт з 26-річним футболістом розрахований на 5 років — до 30 червня 2022 року. 20 серпня в матчі проти «Аталанти» він дебютував за столичний клуб. Протягом сезону 2017/18 відіграв за «вовків» 15 матчів в національному чемпіонаті, забивши один м'яч.
Наступний сезон провів в оренді у клубі «Сампдорія», де був одним з основних нападників, відзначившись 12 голами у 39 іграх в усіх турнірах. А в сернпі 2019 року був орендований своїм попереднім клубом, «Сассуоло». Угода передбачала викуп його контракту по завершенні оренди.

## Статистика виступів

### Статистика клубних виступів
Станом на 27 вересня 2020
| Сезон                | Команда              | Чемпіонат            | Чемпіонат | Чемпіонат | Національний кубок | Національний кубок | Національний кубок | Континентальні кубки | Континентальні кубки | Континентальні кубки | Інші змагання | Інші змагання | Інші змагання | Усього | Усього |
| Сезон                | Команда              | Ліга                 | Ігор      | Голів     | Ліга               | Ігор               | Голів              | Ліга                 | Ігор                 | Голів                | Ліга          | Ігор          | Голів         | Ігор   | Голів  |
| -------------------- | -------------------- | -------------------- | --------- | --------- | ------------------ | ------------------ | ------------------ | -------------------- | -------------------- | -------------------- | ------------- | ------------- | ------------- | ------ | ------ |
| 2010–11              | «Парма»              | A                    | 1         | 0         | КІ                 | 0                  | 0                  | -                    | -                    | -                    | -             | -             | -             | 1      | 0      |
| 2011–12              | «Фоджа»              | ПД (ІІІ)             | 23        | 4         | КІ                 | 1                  | 0                  | -                    | -                    | -                    | -             | -             | -             | 24     | 4      |
| 2012–13              | «Чезена»             | B (ІІ)               | 30        | 3         | КІ                 | 0                  | 0                  | -                    | -                    | -                    | -             | -             | -             | 30     | 3      |
| 2013–14              | «Чезена»             | B (ІІ)               | 38+4      | 3+1       | КІ                 | 2                  | 0                  | -                    | -                    | -                    | -             | -             | -             | 44     | 4      |
| 2014–15              | «Чезена»             | A                    | 34        | 9         | КІ                 | 2                  | 0                  | -                    | -                    | -                    | -             | -             | -             | 36     | 9      |
| Усього за «Чезену»   | Усього за «Чезену»   | Усього за «Чезену»   | 102+4     | 16        |                    | 4                  | 0                  |                      | -                    | -                    |               | -             | -             | 110    | 16     |
| 2015–16              | «Сассуоло»           | A                    | 33        | 8         | КІ                 | 2                  | 0                  | -                    | -                    | -                    | -             | -             | -             | 35     | 8      |
| 2016–17              | «Сассуоло»           | A                    | 29        | 12        | КІ                 | 1                  | 0                  | ЛЄ                   | 8                    | 4                    | -             | -             | -             | 38     | 16     |
| 2017–18              | «Рома»               | A                    | 15        | 1         | КІ                 | 0                  | 0                  | ЛЧ                   | 5                    | 0                    | -             | -             | -             | 20     | 1      |
| 2018–19              | «Сампдорія»          | A                    | 36        | 11        | КІ                 | 3                  | 1                  | -                    | -                    | -                    | -             | -             | -             | 39     | 12     |
| лип.-серп. 2019      | «Рома»               | A                    | 0         | 0         | КІ                 | -                  | -                  | ЛЄ                   | -                    | -                    | -             | -             | -             | 0      | 0      |
| Усього за «Рому»     | Усього за «Рому»     | Усього за «Рому»     | 15        | 1         |                    | 0                  | 0                  |                      | 5                    | 0                    |               | -             | -             | 20     | 1      |
| 2019–20              | «Сассуоло»           | A                    | 17        | 3         | КІ                 | 0                  | 0                  | -                    | -                    | -                    | -             | -             | -             | 17     | 3      |
| 2020–21              | «Сассуоло»           | A                    | 3         | 1         | КІ                 | 0                  | 0                  | -                    | -                    | -                    | -             | -             | -             | 3      | 1      |
| Усього за «Сассуоло» | Усього за «Сассуоло» | Усього за «Сассуоло» | 81        | 22        |                    | 3                  | 0                  |                      | 8                    | 4                    |               | -             | -             | 92     | 26     |
| Усього за кар'єру    | Усього за кар'єру    | Усього за кар'єру    | 258+4     | 53+1      |                    | 11                 | 1                  |                      | 13                   | 4                    |               | -             | -             | 286    | 59     |